# Преснякова, Елена Петровна
Еле́на Петро́вна Пресняко́ва (урождённая Кобзева) (род. 19 ноября 1946, Свердловск) — советская и российская певица, вокалистка ВИА «Самоцветы», Заслуженная артистка России (2002).
Жена саксофониста Владимира Петровича Преснякова, мать певца Владимира Преснякова-младшего, бабушка актёра и певца Никиты Преснякова.

## Биография
Родилась 19 ноября 1946 года в Свердловске.
В 1965 году окончила школу. Осенью того же года по приглашению Владимира Преснякова, который руководил эстрадным ансамблем, начала работать в Свердловской филармонии.
Некоторое время спустя забеременела от Преснякова, в результате чего они поженились в ноябре 1967 года.
29 марта 1968 года у них родился сын Владимир.
С тех пор творческая и семейная жизнь супругов неразрывна. Они вместе работали в ансамбле певицы Гюлли Чохели.
В 1973 году выступала в молдавском ансамбле «Норок» (молдавские песни из репертуара ансамбля исполняла и уже будучи солисткой ВИА «Самоцветы» во время гастролей в Румынии).
С 1975 года связана с ВИА «Самоцветы», с которым она гастролирует по России и за рубежом. В годы самоцветского «застоя» (1992—1995 годы) выступала вместе с сыном Владимиром Пресняковым в его сольных программах и помогала воспитывать внука Никиту.
В 2022 году приняла участие в марафоне «Zа Россию» в поддержку нападения России на Украину. 1 июня 2022 года Латвия запретила Пресняковой въезд в страну из-за поддержки вторжения и оправдывания российской агрессии.

## Семья
Муж — Владимир Пресняков.
Сын — Владимир Пресняков.
Внуки — Никита Пресняков (род. 21 мая 1991 года), Артемий Пресняков (род. 5 июня 2015 года), Иван Пресняков (род. 22 октября 2020 года).